# 劳埃德·朗格卢瓦
劳埃德·朗格卢瓦（法語：Lloyd Langlois，1962年11月11日—），加拿大男子自由式滑雪运动员。他曾代表加拿大参加1994年冬季奥林匹克运动会自由式滑雪比赛，获得男子空中技巧铜牌。